# Enonsaari
Isla Enon (en finés: Enonsaari) es una isla en el lago Vesijärvi, que administrativamente está incluida en la municipalidad y ciudad de Lahti, en la región llamada Päijänne Tavastia al sur del país europeo de Finlandia. Se localiza en las coordenadas geográficas 61°01′55″N 25°35′45″E / 61.03194, 25.59583.